# Kurilita
La kurilita és un mineral de la classe dels sulfurs. Rep el nom de les illes Kurils (Rússia), on es troba la seva localitat tipus.

## Característiques
La kurilita és un sulfur de fórmula química Ag₈Te₃Se. Cristal·litza en el sistema isomètric.
Va ser publicada l'any 1989, però tot i que no va ser presentada a la Comissió de Nous Minerals de l'Associació Mineralògica Internacional en aquell moment, sí que va ser formalment desacreditada l'any 2006, al tractar-se d'un possible sinònim d'hessita o petzita. Posteriorment es van dur a terme estudis mineralògics addicionals per clarificar la composició química i l'estructura cristal·lina. A la llum d'aquestes noves dades, el mineral i el seu nom van ser aprovats, ara sí, per l'IMA l'any 2009.

## Formació i jaciments
Va ser descoberta al dipòsit d'or de Prasolovskoe, que es troba a l'illa Kunaixir, una de les illes de l'arxipèlag de les Kurils (óblast de Sakhalín, Rússia). Posteriorment també ha estat descrita a la mina Afton, a la localitat de Kamloops (Colúmbia Britànica, Canadà). Aquests dos indrets són els únics de tot el planeta on ha estat descrita aquesta espècie mineral.